# 帕諾拉 (伊利諾伊州)
帕諾拉（英語：Panola）是位於美國伊利諾伊州伍德福德縣的一個村落。

## 地理
帕諾拉的座標為40°47′06″N 89°01′15″W / 40.78500°N 89.02083°W，而該地最高點為海拔高度225米（即738英尺）。

## 人口
根據2010年美國人口普查的數據，帕諾拉的面積為1.11平方千米，當中陸地面積為1.11平方千米，而水域面積為0.00平方千米。當地共有人口45人，而人口密度為每平方千米40人。